# Gemeinde Slovenske Konjice

Nachbargemeinden

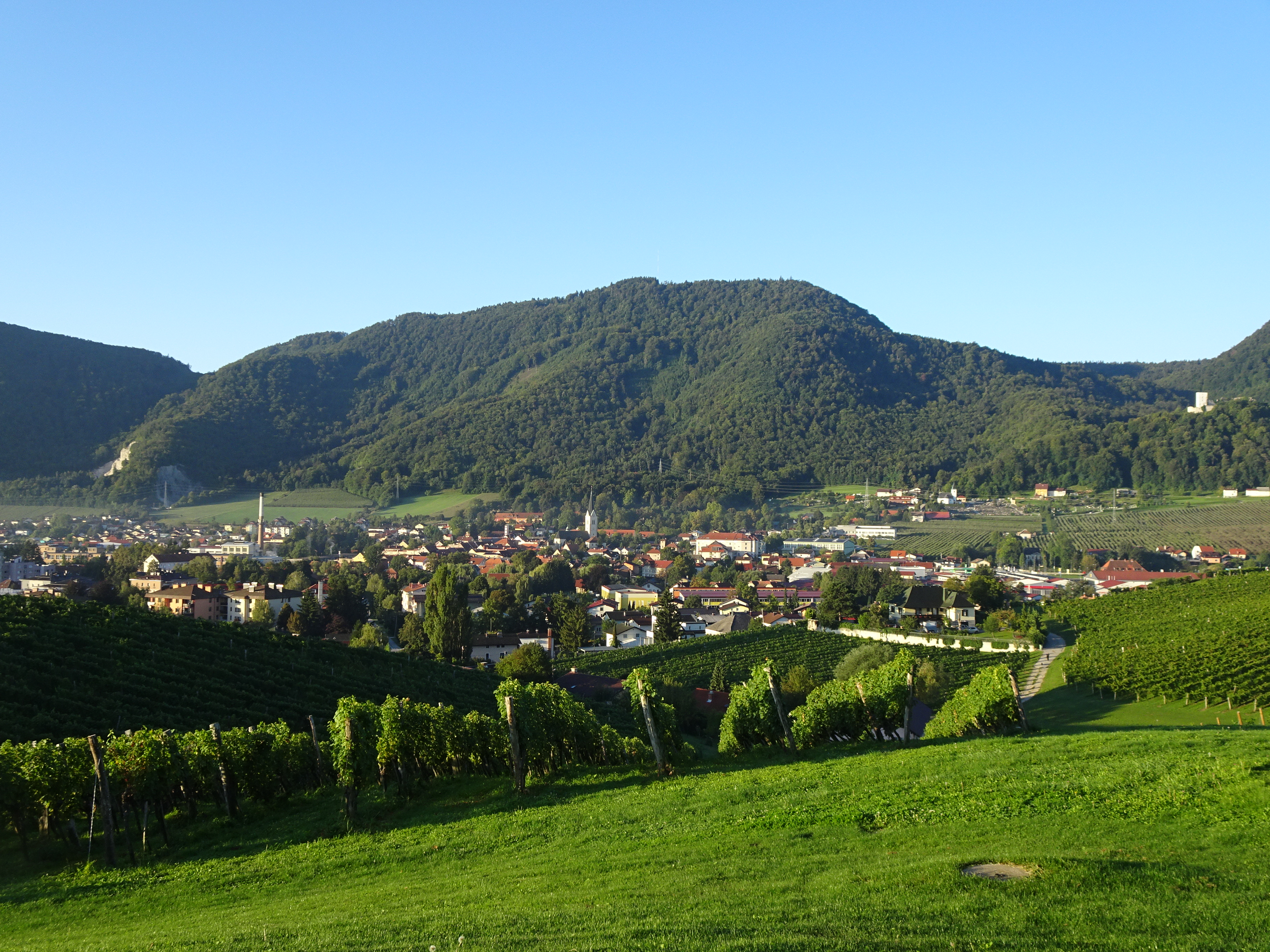
Slovenske Konjice

Die Gemeinde Slovenske Konjice (slowenisch: Občina Slovenske Konjice) ist eine Gemeinde in der historischen Landschaft Spodnja Štajerska (Untersteiermark), Region Savinjska in Slowenien.
Hauptort und das Verwaltungszentrum ist die Kleinstadt Slovenske Konjice.

## Lage
Slovenske Konjice liegt im oberen Dravinja-Tal (Drann) in einem Bereich, in dem der Fluss eine kleine Ebene bildet. Umgeben ist das Gebiet von hügeliger Landschaft. Die nächsten größeren Städte sind Celje etwa 17 km südwestlich und Maribor ca. 30 km nordöstlich.
Die Autobahn A1 verläuft mitten durch das Gemeindegebiet und lässt sich durch die Anschlussstelle "Slovenske Konjice" erreichen.
Die nächstgelegenen Bahnhöfe Poljčane und Dolga Gora befinden sich außerhalb der Kommune und damit jeweils etwa 10 km vom Stadtzentrum entfernt. 

## Ortschaften
Die Gemeinde umfasst 58 Ortschaften. Die deutschen Exonyme in den Klammern wurden bis zum Abtreten des Gebietes an das Königreich der Serben, Kroaten und Slowenen im Jahr 1918 vorwiegend von der deutschsprachigen Bevölkerung verwendet und sind heutzutage größtenteils unüblich.
- Bezina (Wosina)
- Blato (Kothdorf)
- Brdo (Werdu)
- Breg pri Konjicah
- Brezje pri Ločah (Bresje)
- Dobrava pri Konjicah
- Dobrnež
- Draža vas (Gattersdorf)
- Gabrovlje (Gabrolle)
- Gabrovnik (Gabounig)
- Kamna Gora (Steinberg)
- Klokočovnik (Klokotschounig)
- Koble
- Kolačno (Kollatschno)
- Konjiška vas (Gonobitzdorf)
- Kraberk (Krahberg)
- Ličenca (Litschenza)
- Lipoglav (Lipoglau)
- Loče (Heiligengeist)
- Mali Breg (Breg)
- Mlače (Mlatsche)
- Nova vas pri Konjicah (Neudorf)
- Novo Tepanje
- Ostrožno pri Ločah (Ostroschno)
- Penoje
- Perovec (Perowetz)
- Petelinjek pri Ločah (Petelinegg)
- Podob
- Podpeč ob Dravinji (Podpetschin)
- Polene (Polena)
- Preloge pri Konjicah (Preloge),
- Prežigal (Prischigat)
- Selski Vrh (Werch)
- Slovenske Konjice (Gonobitz)
- Sojek (Soiegg)
- Spodnja Pristava (Unterpristova)
- Spodnje Grušovje (Untergruschoje)
- Spodnje Laže (Unterlasche)
- Spodnje Preloge
- Spodnji Jernej
- Stare Slemene (Altslemene)
- Strtenik (Stertenegg)
- Suhadol (Suchadol)
- Sveti Jernej (Sankt Bartholomä)
- Škalce (Skallitz)
- Škedenj (Stadl)
- Špitalič pri Slovenskih Konjicah (Maria Spitalitsch)
- Štajerska vas
- Tepanje (Tepinadorf)
- Tepanjski Vrh (Tepinaberg)
- Tolsti Vrh (Feistenberg)
- Vešenik (Hangenberg)
- Zbelovo (Plankensteindorf)
- Zbelovska Gora (Plankensteinberg)
- Zeče (Setsche)
- Zgornja Pristava (Oberpristova)
- Zgornje Laže (Oberlasche)
- Žiče (Seitzdorf)

## Nachbargemeinden
| Zreče             | Oplotnica                                   | Slovenska Bistrica |
| Vojnik            | Kompassrose, die auf Nachbargemeinden zeigt | Poljčane           |
| Šentjur pri Celju | Šentjur pri Celju                           | Šmarje pri Jelšah  |

## Partnerstädte
- Hlohovec (Freistadt an der Waag), Slowakei (2007)
- Kosjerić, Serbien (2009)
- Hranice (Mährisch Weißkirchen), Tschechien (2012)
- Gornja Stubica, Kroatien (2013)
- Tolfa, Italien (2016)
- Százhalombatta, Ungarn (2016)
- Swjosdny Gorodok, Russland (2016)
- Biograd na Moru, Kroatien (2019)

## Geschichte
Auf dem Gemeindegebiet existieren vier Massengräber aus der Zeit um den Zweiten Weltkrieg.

## Söhne und Töchter der Stadt
- Konrad von Hebenstreit († 1412), Fürstbischof von Freising
- Hans Erasmus von Tattenbach (1631–1671), Burgbesitzer
- Benno von Millenkovich (1869–1946), österreichischer Konteradmiral
- Alois Oswatitsch (1874–1959), Maler
- Hans Schmid (1889–1979), Politiker, Bürgermeister der Stadt Graz